# (919) Ильзебилль
(919) Ильзебилль (нем. Ilsebill) — тёмный астероид во внешней части главного пояса астероидов, принадлежащий к спектральному классу C. Астероид был открыт 30 октября 1918 года немецким астрономом Максом Вольфом в Гейдельбергской обсерватории и назван в честь жены рыбака — персонажа из сказки «О рыбаке и его жене» братьев Гримм. Название астероиду было присвоено после смерти первооткрывателя в 1932 году по предложению его вдовы.

## Физические характеристики
На основании исследований, проведённых инфракрасными спутниками IRAS, Akari и WISE, диаметр варьируется между 27,65 и 33,500 км, а отражающая способность между 0,0698 и 0,047.
По классификации Толена Ильзебилль причисляют к типичным углеродистым астероидам класса C.
На основании кривых блеска определён период вращения астероида 5,0325 ч. При этом изменение блеска равнялось 0,25 звёздной величины, что указывает на слегка вытянутую форму астероида.
В 2018 году смоделирована форма астероида и определены координаты оси вращения астероида (β = −53.0°, λ = 18°) в эклиптических координатах (λ, β).